# Wood Lane (metrostation)
Wood Lane is een station van de metro van Londen aan de Hammersmith & City Line en de Circle Line dat is geopend in 2008.

## Geschiedenis
Hoewel het op een lijn ligt die al sinds 1864 in gebruik is, is het station zelf op 12 oktober 2008 geopend, het eerste station dat in meer dan 70 jaar aan een bestaande metrolijn werd gebouwd. Het ligt in de buurt van de plaats van een station met dezelfde naam dat op 24 oktober 1959 werd gesloten.
De Hammersmith and City Line werd op 13 juni 1864 geopend door de Metropolitan Railway (MR) als de Hammersmith zijlijn. De spoorlijn werd in 1933 onderdeel van de London Underground en kreeg in 1990 een eigen lijnkleur als de Hammersmith and City Line.
In 1908 zouden zowel de Franco-British Exhibition als de Olympische Zomerspelen worden gehouden in Londen. Hiertoe werd aan de noordwest rand van de bestaande bebouwing een tentoonstellingsterrein met stadion aangelegd. Dankzij de allemaal wit geschilderde pavillioens kreeg het gebied de naam White City. In de aanloop werden meerdere spoor en metroprojecten gestart om bezoekers van/naar White City te kunnen vervoeren, waaronder het station Wood Lane van de MR aan haar Hammersmith-tak. Vanaf 1927 werd het gebruikt om het publiek van en naar de hondenraces in het White City Stadium te vervoeren. Het station werd met tussenpozen geopend en gesloten en werd tweemaal omgedoopt; Wood Lane (White City) in 1920 en White City in 1947, voordat het op 24 oktober 1959 werd gesloten na brandschade.
De volgende 49 jaar werd het Wood Lane-gebied alleen bediend door station White City aan de Central Line. De metro's op de Hammersmith-tak reden door het gebied zonder te stoppen, het dichtstbijzijnde station op die lijn ligt ongeveer 1 km verderop bij Shepherd's Bush.
In 2005 begon de bouw van het Westfield Shopping Center en in samenhang daarmee werd £ 200 miljoen uitgetrokken voor verbetering van de bereikbaarheid. Hieronder vielen de verbouwing van Shepherd's Bush aan de Central Line, een nieuw spoorwegstation Shepherd's Bush en twee busknooppunten. Daarnaast werd besloten om een nieuw station te bouwen aan de Hammersmith & City Line, net ten noordoosten van het oude Metropolitan-station Wood Lane. In 2006 besloot Transport for London, na het afwegen van verschillende mogelijkheden, om de historische naam nieuw leven in te blazen. Het was voor het eerst dat een nieuw station op de metro de naam kreeg van een voormalig station dat al jaren gesloten was.
Het station is geopend op 12 oktober 2008 en op 13 december 2009 werd Wood Lane toegevoegd aan de Circle Line toen die ook de Hammersmith-tak ging berijden.

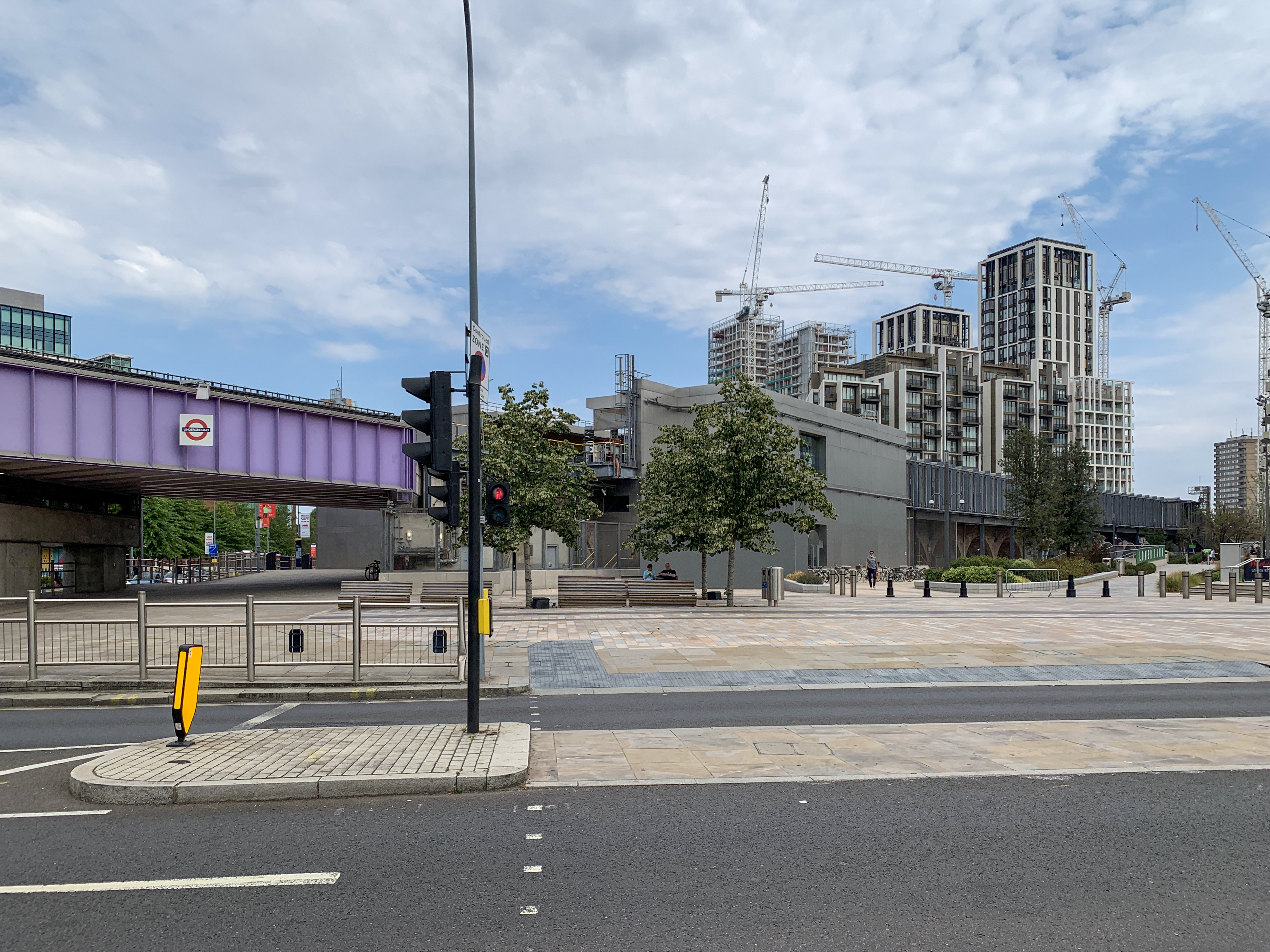
Het station en de brug over Wood Lane (paars) in 2020
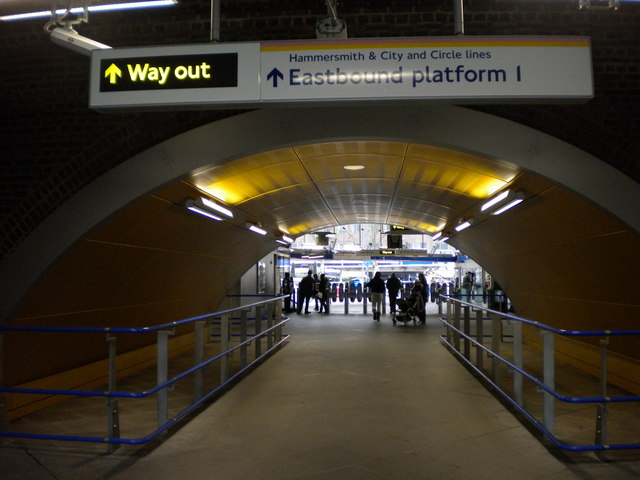
De reizigerstunnel onder de sporen tussen de perrons en de stationshal.
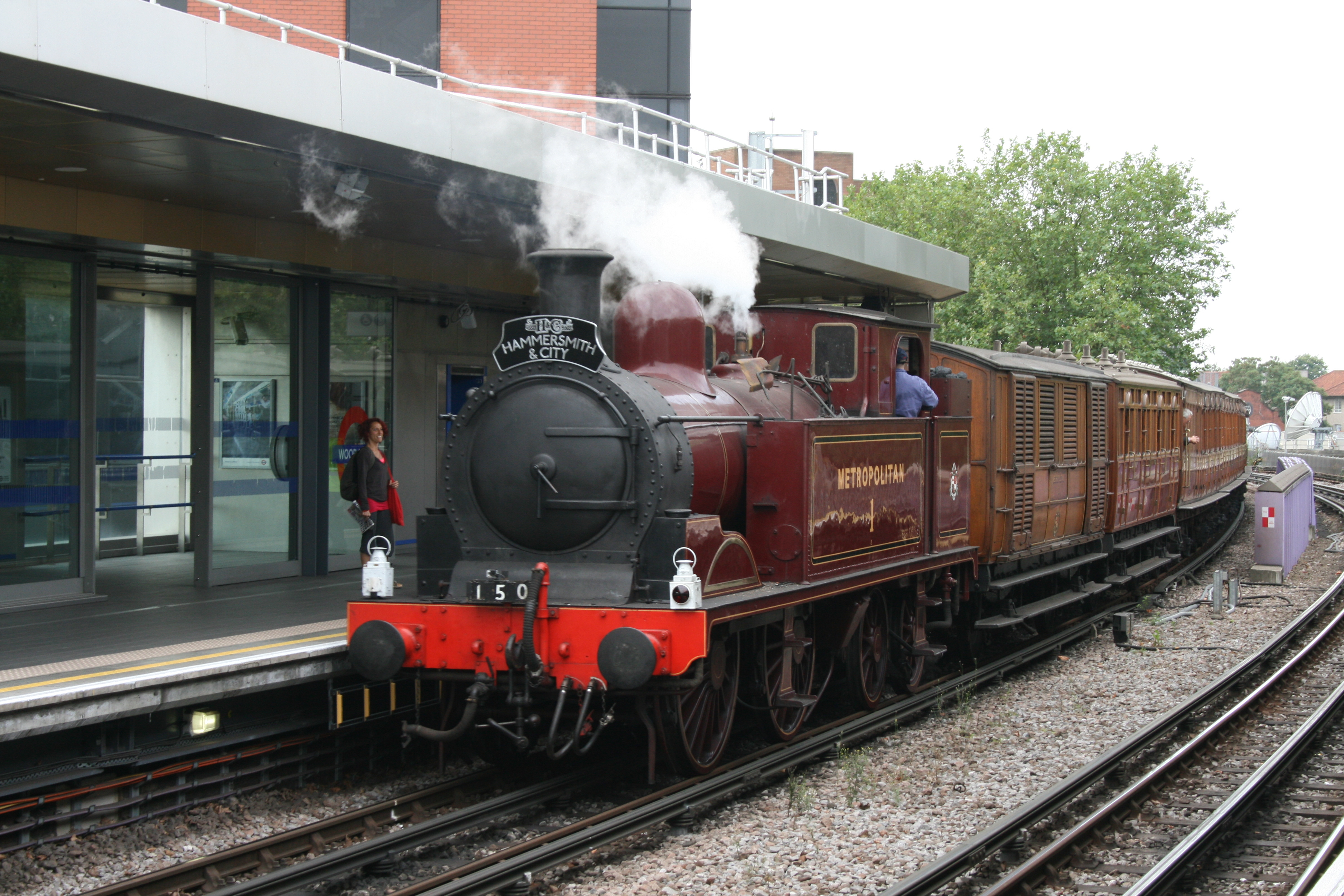
De 19e-eeuwse stoommetro in Wood Lane tijdens een museumrit in 2014.

## Ligging en inrichting
Het station bevindt zich aan Wood Lane, die ten noorden van Shepherd's Bush door White City loopt. Het bedient het winkelcentrum Westfield en Television Centre (het voormalige BBC gebouw), het Loftus Road- stadion, de thuisbasis van Queen's Park Rangers FC, ligt op korte afstand.
Wood Lane werd ontworpen door Ian Ritchie Architects en gebouwd door Costain. Het pand is bekleed met gestraald roestvast staal, goud geanodiseerd aluminium en graniet met een 25 meter hoge glazen schermgevel. Het stationsgebouw bevindt zich op een onregelmatig gevormd perceel tussen de Wood Lane en het spoorviaduct boven de tunnels van de central line hetgeen ook afwijkende bouwmethodes vereiste. De metrolijnen bleven in bedrijf tijdens de bouw, die meestal 's nachts plaatsvond.
Het gebouw is om het viaduct heen gebouwd en de perrons zijn toegankelijk via trappen en liften aan weerszijden van de bakstenen bogen van het viaduct. Tijdens de bouw moest de brug van de Hammersmith & City-lijn over Wood Lane worden verlengd om plaats te bieden aan een nieuw spoor tussen White City en de nieuwe opstelsporen onder het Westfield-terrein. Een brugpijler werd verwijderd en een nieuwe stalen brugconstructie werd over een nieuwe pijler op zijn plaats geschoven. Zoals bij alle nieuwe metrostations sinds de jaren negentig, is het station volledig rolstoeltoegankelijk.
Hammersmith · 
Goldhawk Road · 
Shepherd's Bush Market ·
Wood Lane · 
Latimer Road · 
Ladbroke Grove · 
Westbourne Park · 
Royal Oak · 
Paddington · 
Edgware Road · 
Baker Street · 
Great Portland Street · 
Euston Square · 
King's Cross St. Pancras · 
Farringdon · 
Barbican · 
Moorgate · 
Liverpool Street · 
Aldgate East · 
Whitechapel · 
Stepney Green · 
Mile End · 
Bow Road · 
Bromley-by-Bow · 
West Ham · 
Plaistow · 
Upton Park · 
East Ham · 
Barking
Hammersmith · 
Goldhawk Road · 
Shepherd's Bush Market · 
Wood Lane · 
Latimer Road · 
Ladbroke Grove · 
Westbourne Park · 
Royal Oak · 
Paddington · 
Edgware Road · 
Baker Street · 
Great Portland Street · 
Euston Square · 
King's Cross St. Pancras · 
Farringdon · 
Barbican · 
Moorgate · 
Liverpool Street · 
Aldgate · 
Tower Hill · 
Monument · 
Cannon Street · 
Mansion House · 
Blackfriars · 
Temple · 
Embankment · 
Westminster · 
St. James's Park · 
Victoria · 
Sloane Square · 
South Kensington · 
Gloucester Road · 
High Street Kensington · 
Notting Hill Gate · 
Bayswater · 
Paddington · 
Edgware Road